# Aecio (Metastasio)
Aecio (Ezio) es el título del libreto de una ópera seria en tres actos que el italiano Pietro Metastasio (1698-1782) escribió para el Teatro San Juan Crisóstomo de Venecia. El libreto es el quinto de los veintisiete que escribió Metastasio, situándose entre Catone in Utica (1728) y Semiramide riconosciuta (1729).

## Historia

### Antecedentes
Pietro Metastasio escribió este libreto para el Teatro San Juan Crisóstomo de Venecia. El libreto es el quinto de los 27 que escribió Metastasio, situándose entre Catone in Utica (1728) y Semiramide riconosciuta (1729). Las fuentes a las que acudió Metastasio para escribir el libreto de Aecio fueron: los trabajos del historiador bizantino Procopio de Cesarea y la crónica Epitoma Chronicon  del historiador Próspero de Aquitania.
Metastasio tuvo gran influencia sobre los compositores de ópera desde principios del siglo XVIII a comienzos del siglo XIX. Los teatros de más renombre representaron en este período obras del ilustre italiano, y los compositores musicalizaron los libretos que el público esperaba ansioso. Aecio fue utilizada por más de 50 compositores para componer otras tantas óperas y, entre todas ellas, la única que ha sobrevivido al paso del tiempo ha sido la que compuso Georg Friedrich Händel.

### Composición
Para escribir el libreto de Aecio, Metastasio acudió a los trabajos del historiador bizantino Procopio de Cesarea y la crónica Epitoma Chronicon del historiador Próspero de Aquitania.

## Personajes
| Personaje                                | Tesitura         | Reparto el 26 de diciembre de 1746 Director: Giovanni Battista Pescetti |
| ---------------------------------------- | ---------------- | ----------------------------------------------------------------------- |
| Aecio, general bizantino.                | soprano castrato | Gioacchino Conti (Gizziello)                                            |
| Valentiniano III, emperador de Bizancio. | soprano castrato | Niccolo Gori                                                            |
| Máximo, noble bizantino.                 | tenor            | Giovanni Battista Pinacci                                               |
| Fulvia, hija de Máximo.                  | contralto        | Isabella Gandini                                                        |
| Onoria, hermana de Valentiniano.         | ¿?               | Leonora Ferrandini                                                      |
| Varo, comandante de la guardia imperial. | ¿?               | Giuseppe Galantini                                                      |

## Argumento
Aecio, capitán del ejército imperial de Valentiniano III, cuando volvió de la célebre victoria de los "Campos Cataláunicos", en la cual Atila, rey de los hunos, había sido puesto en fuga, fue acusado injustamente de infidelidad al emperador, y por ese motivo condenado a morir. 
Máximo, patricio romano ofendido en su día por Valentiniano, pues el emperador había atentado contra la honestidad de su cónyuge, recabó la ayuda de Aecio para matar al odiado emperador; pero al no conseguirlo, hizo que lo creyeran culpable, solicitando para él la muerte y así levantar al pueblo que lo amaba contra Valentiniano, como así ocurrió. Todo esto es histórico: el resto es sólo posible.

## Estrenos
- Estrenos de óperas tituladas "Aecio"

## Influencia
Metastasio tuvo gran influencia sobre los compositores de ópera desde principios del siglo XVIII a comienzos del siglo XIX. Los teatros de más renombre representaron en este período obras del ilustre italiano, y los compositores musicalizaron los libretos que el público esperaba ansioso. Aecio fue utilizada por más de cincuenta compositores para componer más de ochocientas óperas y, entre todas ellas, la única que ha sobrevivido al paso del tiempo ha sido la que compuso Georg Friedrich Händel.